# Chris Bridgewater
Chris Bridgewater (* 1982 in Australien) ist ein australischer Schauspieler, Stuntman, Stunt Coordinator, Choreograf, Filmproduzent, Model und ehemaliger Mixed-Martial-Arts-Kämpfer im Leichtgewicht.

## Leben
Bereits in jungen Jahren begann Bridgewater mit Fitness und Bodybuilding. Er machte eine Ausbildung zum Personal Trainer. Bridgewater debütierte am 2. November 2002 unter dem Kampfnamen „Kaos“ als MMA-Kämpfer. Er ging gegen Shannon Hall in der zweiten Runde K. O. Erst sieben Jahre später bestritt er seinen zweiten Kampf. Insgesamt bestritt er 14 Profikämpfen, von denen er vier gewinnen konnte. Außerdem hatte er mindestens drei Amateurkämpfe, von denen er einen gewinnen konnte. Nach seinem Karriereende nahm er rund zehn Kilogramm an Muskelmasse zu. Insgesamt bestritt er diese Sportart zehn Jahre und kann auf 20 Jahre Erfahrung in Kampfkunst zurückblicken.
Er übernimmt überwiegend Modelaufträge im Bereich des Fotoshootings für Magazine, Zeitschriften und Kalender.
Aufgrund seiner Erfahrungen als Kampfsportler und seiner Athletik begann er ab 2011 als Stuntman zu arbeiten. Hier begann er zunächst als Choreograf für Kampfszenen, führte später aber auch klassische Stunts aus, ehe er zum Stunt Coordinator aufstieg.
2012 hatte er sein Schauspieldebüt durch Mitwirkungen in zwei Kurzfilmen und in der Fernsehserie P.Z.A. Nach weiteren Kurzfilmen erfolgte 2013 sein Filmdebüt in Fractured!. Im Folgejahr übernahm er eine Rolle in dem Spielfilm 500 Miles. Seit Februar 2013 steht er als Schauspieler bei der Agentur Gilchrist Management unter Vertrag. Seit Juni 2014 arbeitet er zusätzlich bei Bellum Terram Productions im Bereich der Filmproduktion und Realisierung. 2017 war er im Tierhorrorfilm Boar zu sehen, in den Jahren zuvor übernahm er weitere Rollen in Kurzfilmen.
2018 hatte er Besetzungen in den Spielfilmen Lieutenant Jangles, Thicker Than Water und Psychopath, 2019 folgte eine Rolle in Chiroptera. Während dieser Zeit spielte er außerdem in einigen Kurzfilmen mit. 2020 folgten Rollen in Magdala Rose, Bloody Hell und Guts.

## Filmografie

### Schauspiel
- 2012: P.Z.A (Fernsehserie)
- 2012: Swot (Kurzfilm)
- 2012: Mayhem and the Overlord of the Underground (Kurzfilm)
- 2013: The Visitor (Kurzfilm)
- 2013: Amaya's Rewrite (Kurzfilm)
- 2013: Fractured!
- 2013: Junior (Kurzfilm)
- 2014: 500 Miles
- 2014: Miscommunication (Kurzfilm)
- 2015: Final Round (Kurzfilm)
- 2015: Composure (Kurzfilm)
- 2015: 9Ball (Kurzfilm)
- 2016: Hand of Art
- 2016: Landslide (Kurzfilm)
- 2017: The Tree That Bore No Fruit (Kurzfilm)
- 2017: Distortia (Kurzfilm)
- 2017: Boar
- 2018: Lieutenant Jangles
- 2018: Thicker Than Water
- 2018: Psychopath
- 2018: The Devil May Care Trilogy Part 1: Blood (Kurzfilm)
- 2018: The Devil May Care Trilogy (Kurzfilm)
- 2018: Tantrica (Kurzfilm)
- 2019: Chiroptera
- 2019: Rogue Roy (Kurzfilm)
- 2019: Darkest Corner (Kurzfilm)
- 2020: Magdala Rose
- 2020: Bloody Hell
- 2020: The Legacy (Kurzfilm)
- 2020: Guts
- 2020: Driven (v) (Kurzfilm)

### Stunts
- 2011: Arch (Kurzfilm)
- 2012: Mayhem and the Overlord of the Underground (Kurzfilm)
- 2013: The Visitor (Kurzfilm)
- 2013: Fractured!
- 2015: Final Round (Kurzfilm)
- 2015: Gifted (Kurzfilm)
- 2017: The Tree That Bore No Fruit (Kurzfilm)
- 2017: Last Stop (Kurzfilm)
- 2018: Harrow (Fernsehserie, Episode 1x01)
- 2018: Thicker Than Water
- 2019: Tidelands (Fernsehserie, 3 Episoden)
- 2019: Rogue Roy (Kurzfilm)
- 2019: Danger Close – Die Schlacht von Long Tan (Danger Close: The Battle of Long Tan)
- 2019: Reef Break (Fernsehserie, 3 Episoden)
- 2019: Magdala Rose
- 2020: Bloody Hell
- 2020: The Legacy (Kurzfilm)
- 2020: Guts

### Produzent
- 2015: Final Round (Kurzfilm) (auch Regie)
- 2015: Composure (Kurzfilm)
- 2017: The Tree That Bore No Fruit (Kurzfilm)
- 2018: Thicker Than Water
- 2020: The Legacy (Kurzfilm) (auch Regie und Drehbuch)

## MMA-Statistik
| Ergebnis   | Profi-Rekord | Gegner                       | Datum             | Veranstaltung                                     | Methode                        | Runde | Zeit |
| ---------- | ------------ | ---------------------------- | ----------------- | ------------------------------------------------- | ------------------------------ | ----- | ---- |
| Niederlage | 0-1          | Shannon Hall                 | 2. November 2002  | RF – King of the Mountain 2                       | TKO                            | 2     | 0:00 |
| Niederlage | 0-2          | Nick „Banjo“ Patterson       | 28. Februar 2009  | FightForce Promotions – Australia vs. New Zealand | TKO (Schläge)                  | 1     | 0:00 |
| Sieg       | 1-2          | Josh McCosker                | 16. Mai 2009      | RF 12 – King Of The Mountain 12                   | TKO (Schläge)                  | 2     | 1:16 |
| Niederlage | 1-3          | Shane „Wonderboy“ Wundenberg | 11. Juli 2009     | CFC 9 – Fighters Paradise                         | Aufgabe (Armbar)               | 1     | 4:51 |
| Niederlage | 1-4          | Sonny Brown                  | 5. Dezember 2009  | Rize 3 – Ascension                                | TKO (Schläge)                  | 1     | 2:23 |
| Niederlage | 1-5          | Thomas Manderson             | 16. Januar 2010   | BFW 3 – Brace For War 3                           | Aufgabe (Guillotine Choke)     | 1     | 2:20 |
| Niederlage | 1-6          | Dan „Diamond“ Pauling        | 10. April 2010    | FWC 5 – Call to Arms                              | Aufgabe (Triangle Choke)       | 3     | 1:40 |
| Niederlage | 1-7          | Nate „Bullrush“ Thomson      | 29. Mai 2010      | Rize 5 – Revolution                               | TKO (Schläge)                  | 2     | 2:13 |
| Sieg       | 2-7          | Nick Robbins                 | 7. August 2010    | FWC 6 – To The Winner Go The Spoils               | TKO (Schläge)                  | 2     | 0:45 |
| Niederlage | 2-8          | Gokhan „Pitbull“ Turkyilmaz  | 13. November 2010 | BFW 6 – Brace For War 6                           | Punktentscheidung (einstimmig) | 3     | 5:00 |
| Sieg       | 3-8          | Nick Robbins                 | 9. April 2011     | FWC 8 – Road to Victory                           | Punktentscheidung (einstimmig) | 3     | 5:00 |
| Sieg       | 4-8          | Joel „The Ox“ Ormsby         | 19. November 2011 | FWC 10 – FightWorld Cup 10                        | Aufgabe (Rear-Naked Choke)     | 2     | 2:55 |
| Niederlage | 4-9          | Rob „Warrior of God“ Lisita  | 14. April 2012    | FWC 11 – FightWorld Cup 11                        | Aufgabe (Arm-Triangle Choke)   | 3     | 2:55 |
| Niederlage | 4-10         | Vitali Krat                  | 16. Dezember 2012 | Rings / The Outsider – Volk Han Retirement Match  | TKO (Schläge)                  | 1     | 0:32 |